# Kovács (családnév)
A Kovács, Kováts vagy Kovách régi magyar családnév. Eredetileg foglalkozásnév volt, jelentése: patkókat és vasalásokat készítő fémfeldolgozó, olykor állatgyógyítással is foglalkozó mesterember. Hasonló családnevek: Vas, Vasas, Verő. 2016-ban a második leggyakoribb családnév volt Magyarországon. 213 304 személy viselte ezt a nevet.

## Gyakorisága
A Kovács családnév az elmúlt évek statisztikái szerint (2004-től) minden évben a második leggyakoribb név volt Magyarországon.
| Év   | Helyezés | Előfordulás (fő) |
| ---- | -------- | ---------------- |
| 2004 | 2.       | 222 531          |
| 2006 | 2.       | 221 687          |
| 2007 | 2.       | 220 779          |
| 2008 | 2.       | 219 885          |
| 2009 | 2.       | 219 113          |
| 2010 | 2.       | 218 252          |
| 2011 | 2.       | 217 359          |
| 2012 | 2.       | 216 375          |
| 2013 | 2.       | 215 580          |
| 2014 | 2.       | 214 678          |
| 2015 | 2.       | 214 134          |
| 2016 | 2.       | 213 304          |

## Más nyelvekben
- Fabbri, Fabbro, Fabris, Ferrara, Ferraro, Ferrari, Ferrera, Ferrer – olaszul
- Feraru, Fieraru – románul
- Ferreiro, Ferreira – portugálul
- Ferrer, Ferré, Farré, Fabre, Fabra – katalánul
- Herrero, Ferrero – spanyolul
- Kovač/Ковач, Kovačević/Ковачевић, Kovačić/Ковачић, Kovačev/Ковачев – horvátul / szerbül
- Kovač, Kovačič – szlovénül
- Kováč, Kováčik, Kovačovič – szlovákul
- Kovacsev (Ковачев) – bolgárul
- Kowal, Kowalski, Kowalik, Kowalczyk, Kowalewski – lengyelül
- Kovalenko (Коваленко), Kovalcsuk (Ковальчук), Koval (Коваль) – ukránul
- Kovaljov (Ковалёв), Kuznyecov (Кузнецов) – oroszul
- Kovář – csehül
- Lefebvre, Lefèvre, Lefeuvre, Lefébure, Favre, Faber, Fabre, Fabré, Faure, Fauré, Favret, Favrette, Dufaure, Feaver – franciául
- Schmidt, Schmid, Schmitt, Schmitz, Schmied – németül
- Smit, Smid, Smidt, Smed – hollandul
- Smith – angolul

## Híres Kovács családok
- Kovách család (dicskei), Nyitra vármegyei család[3]
- Kovách család (kovásznai), erdélyi család, Sepsi székből[3]
- Kovách család (járdánházi), Borsod vármegyei család[3]
- Kovách család (leleszi és visontai), Heves és Nógrád vármegyei család[3]
- Kovács család (nagydaróci), Nógrád vármegyei család[3]
- Kovács család (füleki), Nógrád vármegyei család
- Kovács család, szegedi autószerelő dinasztia

## Híres Kovács / Kováts nevű személyek
Kovács
- Kovács Ágnes (1981) olimpiai bajnok úszó
- Kovács Ákos (1968) Kossuth-díjas  énekes-előadóművész, dalszerző, zeneszerző, költő
- Kovács András (1923–2004) orvos, festőművész
- Kovács András (1925) Kossuth-díjas filmrendező
- Kovács András (1926–2004) újságíró, szerkesztő, író
- Kovács Antal (1923–2011) sportvezető, a Dorogi Bányász SC elnöke
- Kovács Antal (1972) olimpiai bajnok cselgáncsozó
- Kovács Árpád (1948) építészmérnök, közgazdász, egyetemi tanár
- Kovács Attila (1939–2010) világbajnok kardvívó, mérnök, informatikai újságíró
- Kovács Attila (1956) válogatott labdarúgó, kapus, testnevelő tanár
- Kovács Béla (1908–1959) kisgazdapárti politikus, miniszter
- Kovács Béla (1937) Kossuth-díjas klarinétművész
- Kovács Béla (1952) válogatott labdarúgó
- Kovács Béla (1960) politikus, a Jobbik Európai Parlamenti képviselője
- Kovács Béla (1977) válogatott labdarúgó
- Kovács Dénes (1930–2005) Kossuth-díjas hegedűművész
- Kovács Edit (1954) tőrvívó, edző, sportvezető
- Kovács Elemér (1891–?) válogatott labdarúgó, játékvezető
- Kovács Emese (1991) Európa-bajnoki ezüstérmes úszó
- Kovács Ervin (1967) válogatott labdarúgó
- Kovács Erzsi (1928–2014) énekesnő, előadóművész
- Kovács Eszter (1940) Liszt Ferenc-díjas operaénekes
- Kovács Ferenc (1823–1895) politikus, jogász, az MTA tagja
- Kovács Ferenc (1921–2015) állatorvos, az MTA tagja
- Kovács Ferenc (1926–1990) szobrász
- Kovács Ferenc (1927–2008) rendező, dramaturg, színikritikus
- Kovács Ferenc (1927) irodalomtörténész, műfordító, hangjátékíró
- Kovács Ferenc (1934–2018) labdarúgó, edző, sportvezető
- Kovács Ferenc (1938) bányamérnök, az MTA tagja
- Kovács Ferenc (1960) jogász, politikus, Nyíregyháza polgármestere
- Kovács Gábor (1957) bankár, filantróp
- Kovács György (1925–1988) hidrológus, vízépítő mérnök, az MTA tagja
- Kovács György (1942) Balázs Béla-díjas hangmérnök
- Kovács Gyula (1917–1986), birkózó
- Kovács Gyula (1929–1992) dzsesszdobos
- Kovács Imre (1913–1980) politikus, író
- Kovács Imre (1921–1996) olimpiai bajnok labdarúgó
- Kovács István (1799–1872) történész, az MTA tagja
- Kovács István (1913–1996) atomfizikus, az MTA tagja
- Kovács István (1920–1995) labdarúgó, edző
- Kovács István (1944) színész
- Kovács István (1953) válogatott labdarúgó
- Kovács István (1970) olimpiai és világbajnok ökölvívó („Koko”)
- Kovács János (1764–1834) pedagógus, mecénás, az MTA tagja
- Kovács János (1816–1906) utazó, Afrika-kutató, természetrajzi gyűjtő
- Kovács János (1927–1992) színész
- Kovács János (1951) karmester
- Kovács József (1926–1987) olimpiai ezüstérmes atléta, közép- és hosszútávfutó
- Kovács József (1946–2010) táncdal- és operaénekes, zenei menedzser
- Kovács József (1949) olimpiai ezüstérmes labdarúgó
- Kovács Kálmán (1945) politikus, országgyűlési képviselő (Fidesz, KDNP)
- Kovács Kálmán (1957) politikus, miniszter, matematikus-mérnök
- Kovács Kálmán (1965) válogatott labdarúgó
- Kovács Károly (1902–1990) színművész
- Kovács Lajos (1839–1915) Miskolc egykori polgármestere
- Kovács Lajos (1944) színész
- Kovács László (1933–2007) operatőr
- Kovács László (1939) politikus (MSZP), országgyűlési képviselő, külügyminiszter
- Kovács László (1951) válogatott labdarúgó, az 1978-as világbajnoki-keret tagja
- Kovács Margit (1902–1977) Kossuth-díjas kerámiaművész
- Kovács Miklós (1769–1852) erdélyi püspök
- Kovács Miklós (1911–1977) válogatott labdarúgó
- Kovács Pál (1912–1995) hatszoros olimpiai bajnok vívó, sportvezető
- Kovács Pál (1940–2000) politikus, népjóléti miniszter, Dunaújváros polgármestere
- Kovács Péter (1943) Kossuth- és Munkácsy-díjas festőművész
- Kovács Péter István (1947-2015) hangmérnök
- Kovács Péter (1955) világválogatott kézilabdázó, edző
- Kovács Péter (1959) olimpiai bronzérmes tornász
- Kovács Péter (1978) válogatott labdarúgó (FC Haka, Odd Grenland)
- Kovács Sándor (1860–?) hírlapíró
- Kovács Sándor (1928–1984) muzeológus, természettudományi szakíró
- Kovács Sándor (1931–2012) labdarúgó (Debreceni VSC), református lelkész
- Kovács Tamás (1943) világbajnok kardvívó, edző, sportvezető
- Kovács Tibor (1940–2013) régész
- Kovács Zoltán (1973) labdarúgó
- Kovács Zoltán (1974) világbajnoki ezüstérmes és Európa-bajnok vízilabdázó
- Kovács Zsolt (1951) színész

Kováts
- Kováts Ferenc (1873–1956) történész, közgazdász, gazdaságtörténész, botanikus, akadémiai és egyetemi tanár, dékán, az MTA tagja.
- Kováts Ferenc (1888–1983) orvos, tüdőgyógyász
- Kováts Ferenc (1902–1982) politikus, országgyűlési képviselő
- Kováts Gyula (1815–1873), paleobotanikus, botanikus
- Kováts István (1866–1945) magyar származású, szlovénul alkotó történész, író
- Kováts István (1881–1942) fotóművész
- Kováts József (1780–1809) református lelkész, költő
- Kováts József (1815–1869) teológus, kalocsai apát-kanonok
- Kováts Lajos (1925–2010) ornitológus
- Kováts László (1913–2000) politikus (FKgP és Demokrata Néppárt), országgyűlési képviselő
- Kováts Miklós (?–2014) fejlesztőmérnök (Csepel Motorkerékpárgyár)